# 岡田良菜
岡田 良菜（おかだ らな、1991年1月5日）は、滋賀県大津市出身の女子元スノーボード選手で、バンクーバーオリンピック（2010年、 カナダ）およびソチオリンピック（2014年、 ロシア）の女子スノーボード・ハーフパイプ日本代表。名前の「良菜」は、アニメ『未来少年コナン』の登場人物「ラナ」に由来する。

## 来歴
両親の影響で小学校2年生の頃にスノーボードを始めると、大津市立瀬田中学校1年生の時にハーフパイプの大会に初出場。また、中学生で走り幅跳びの滋賀県大会へ出場すると、4m30cm以上の距離を跳んで7位に入賞した。
2006年11月からスノーボード・ワールドカップに参戦。滋賀短期大学附属高等学校への在学中から、プロのスノーボーダーとして活動している。在学中の2009年には、1月のスノーボード世界選手権で8位、2月のFISワールドカップで3位に入賞。3年生の時に出場した全日本選手権では、圧倒的な強さで初優勝を果たした。大学から進学の誘いもあったが、高校卒業後は、地元（滋賀県栗東市）のスノーボードショップにアルバイトとして勤務しながら「フッド（HOOD）」（岐阜県郡上市に本社を置くウィンタースポーツ・アウトドアグッズの輸入代理店・小売店運営会社）所属のスノーボーダーとして活動。現在は、バートン・スノーボードとスポンサー契約を結んでいる。
2010年には、バンクーバーオリンピックで自身初のオリンピック出場を果たすも、予選23位で準決勝以上に進めなかった。翌2011年の夏には、アメリカ国内での練習中に右膝の前十字靱帯を断裂。実戦への復帰までにおよそ1年を要した。しかし、ソチオリンピックの開幕直前（2014年1月18日）に、ワールドカップストーンハム（カナダ）大会・ハーフパイプ女子の部でワールドカップ初優勝。この結果を受け、同月20日に全日本スキー連盟は岡田をソチオリンピック・スノーボード種目の日本代表へ追加することを発表した。
「自分にとって最後のオリンピック」という覚悟 で臨んだソチオリンピックでは、予選2組を7位で通過した後に準決勝6位で決勝に進出した。決勝では最終試技の2回目に、予選・準決勝を通じても自己最高点となる85.50点を記録して暫定3位に浮上、競技終盤までメダル圏内の3位に付けた末に5位入賞を果たした。
なお、ソチオリンピックの終了後には冬季オリンピックなどの出場に必要な全日本スキー連盟の強化指定を辞退する予定で、プロのスノーボーダーが集結する賞金大会への出場を主体に活動する事を決意した。一方、平昌オリンピックは目指さないことを明言している。
2014年3月に結婚し、「やり切った感はあります」と引退を発表した。

## プレースタイル
柔軟な身体と、走り幅跳びで鍛えた脚力による高いエアが持ち味。右膝の靱帯断裂からのリハビリ中に右足を鍛えることにより、右足の小指を使えない癖を克服するとともに、エアの高さや技の難度に磨きを掛けた。

## 主な成績
2009年
- 2月、FISワールドカップカナダ大会 3位

2010年
- 3月、Roxy チキンジャム 2位
- 12月、US スノーボードグランプリ 2位

2013年
- 1月、FISスノーボード JAPAN SERIES 尾瀬戸倉大会 1位
- 2月、FISスノーボード JAPAN SERIES ニセコ大会 3位
- 2月、全日本選手権 1位

2014年
- 1月、スノーボードジャンボリー 1位

## 主な受賞
2014年
- スポーツ特別賞
- 特別栄誉賞

## エピソード
高校3年生の時、『ちちんぷいぷい』（MBSテレビ）月曜日の学校訪問企画「たむらけんじの学校に行こッ!」で、ホームルームのロケ中に「プロのスノーボーダーとしてオリンピックへの出場を目指す女子高校生」としてたむらけんじと共演した。
同番組ではこの出演をきっかけに、現在に至るまで折に触れて岡田への取材を続けている。岡田がソチオリンピックで5位に入賞した当日（2014年2月13日）の放送では、「ぷいぷい縁（ゆかり）のあの選手も大健闘!」というタイトルで、過去の取材映像を交えながら準決勝2本目以降の模様を詳しく紹介した。